# Eurypus muelleri
Eurypus muelleri là một loài bọ cánh cứng trong họ Mycteridae. Loài này được Seidlitz miêu tả khoa học năm 1917.